# Зимин, Александр Васильевич
Алекса́ндр Васи́льевич Зими́н (5 июля 1948, Брянск, РСФСР, СССР) — советский и российский тренер по боксу, работавший со многими известными российскими боксёрами. Профессор кафедры теории и методики бокса НГУ имени П. Ф. Лесгафта. Заслуженный тренер России, Всемирным боксёрским советом дважды признавался тренером года.

## Биография
Александр Зимин родился 5 июля 1948 года в Брянске. В возрасте семнадцати лет переехал в Ленинград, окончил Ленинградский институт физической культуры. С юных лет активно занимался боксом, получил в этой дисциплине звание мастера спорта, но большего успеха добился именно на тренерской работе. В период 1976—1990 работал тренером-преподавателем в НГУ имени П. Ф. Лесгафта. Одновременно с этим долгое время занимал должность главного тренера сборной Ленинграда, потом был приглашён тренером в сборную СССР, был тренером Госкомспорта СССР, признан заслуженным тренером РСФСР.
Во время перестройки в 1990 году уехал в Японию, где успешно тренировал первых советских профессионалов: Юрия Арбачакова, Орзубека Назарова, Вячеслава Яновского, Вячеслава Яковлева. Позже в Японии его учениками были россияне Матвей Цындыжапов и Александр Бахтин. В мае 2007 года стал личным тренером Николая Валуева и помог ему вернуть титул чемпиона мира по версии Всемирной боксёрской ассоциации. В 2012 году работал с Александром Поветкиным, готовил его к бою с Марко Хуком, позже принимал участие в подготовке Дениса Лебедева и Ростислава Плечко.